# HD 20003
HD 20003 é uma estrela na constelação de Hydrus. Tem uma magnitude aparente visual de 8,37, sendo invisível a olho nu. De acordo com medições de paralaxe, do segundo lançamento do catálogo Gaia, está localizada a uma distância de 136,6 anos-luz (41,9 parsecs) da Terra. HD 20003 é uma estrela de classe G da sequência principal semelhante ao Sol com um tipo espectral de G8V e uma massa estimada de 90% da massa solar. É mais fria que o Sol, com uma temperatura efetiva de 5 465 K, e possui uma metalicidade um pouco maior, com uma concentração de ferro 7% superior à solar.
Em 2011, foram descobertos dois planetas extrassolares orbitando HD 20003, detectados pelo método da velocidade radial a partir de observações pelo espectrógrafo HARPS. Com massas mínimas iguais a 12,0 e 13,4 vezes a massa da Terra, eles podem ser planetas gigantes semelhantes a Netuno (em massa). Ambos orbitam próximos da estrela com períodos orbitais de 11,8 e 33,8 dias e semieixos maiores de 0,097 e 0,196 UA.
Observações pelo Telescópio Espacial Spitzer não revelaram sinais de trânsito do planeta interno. As observações não cobriram toda a janela de trânsito, então ainda existe uma probabilidade de trânsito baixa de 0,54%, em comparação com uma probabilidade inicial de 3,4%.
| Planeta | Massa            | Semieixo maior (UA) | Período orbital (dias) | Excentricidade |
| ------- | ---------------- | ------------------- | ---------------------- | -------------- |
| b       | >12,00 ± 0,97 M⊕ | 0,0974 ± 0,0016     | 11,849 ± 0,003         | 0,40 ± 0,08    |
| c       | >13,42 ± 1,28 M⊕ | 0,1961 ± 0,0032     | 33,823 ± 0,065         | 0,16 ± 0,09    |